# Bettelainville
Ne doit pas être confondu avec Béthelainville.
Bettelainville est une commune française située dans le département de la Moselle, en Lorraine, dans la région administrative Grand Est.

## Géographie
La commune se situe au sommet des côtes de Moselle, sur leur versant en pente douce du côté de la vallée, à l'ouest. Il s'agit du point le plus haut entre la vallée de la Moselle, très urbanisée et la vallée de la Canner, plus à l'est, très rurale et forestière. La commune se situe donc dans le site inscrit de la  vallée de la Canner.
Elle est à mi-chemin entre Metz et Thionville, à « hauteur » de Talange et d'Hagondange. La commune se compose de deux villages qui sont approximativement de même taille, Bettelainville et Altroff, ainsi que d'un hameau, plus modeste, Mancy. Bettelainville et Altroff ont chacun leur propre église.
On peut considérer Bettelainville comme le premier village « à la campagne » lorsqu'on vient de la vallée de la Moselle ou comme le premier village périurbanisé lorsqu'on vient de la vallée de la Canner.

### Accès
|       | Luttange       | Aboncourt    |
| Flévy | Bettelainville |              |
|       | Vigy           | Saint-Hubert |

### Hydrographie
La commune est située dans le bassin versant du Rhin au sein du bassin Rhin-Meuse. Elle est drainée par le ruisseau le Canner, la Bibiche, le ruisseau de Millenbach, le ruisseau de St-Hubert et le ruisseau de Villers-Bettnach.
Le Canner, d'une longueur totale de 29,4 km, prend sa source dans la commune de Vry et se jette  dans la Moselle à Kœnigsmacker, après avoir traversé onze communes.
La Bibiche, d'une longueur totale de 22,6 km, prend sa source dans la commune  et se jette  dans la Moselle à Basse-Ham, après avoir traversé dix communes.

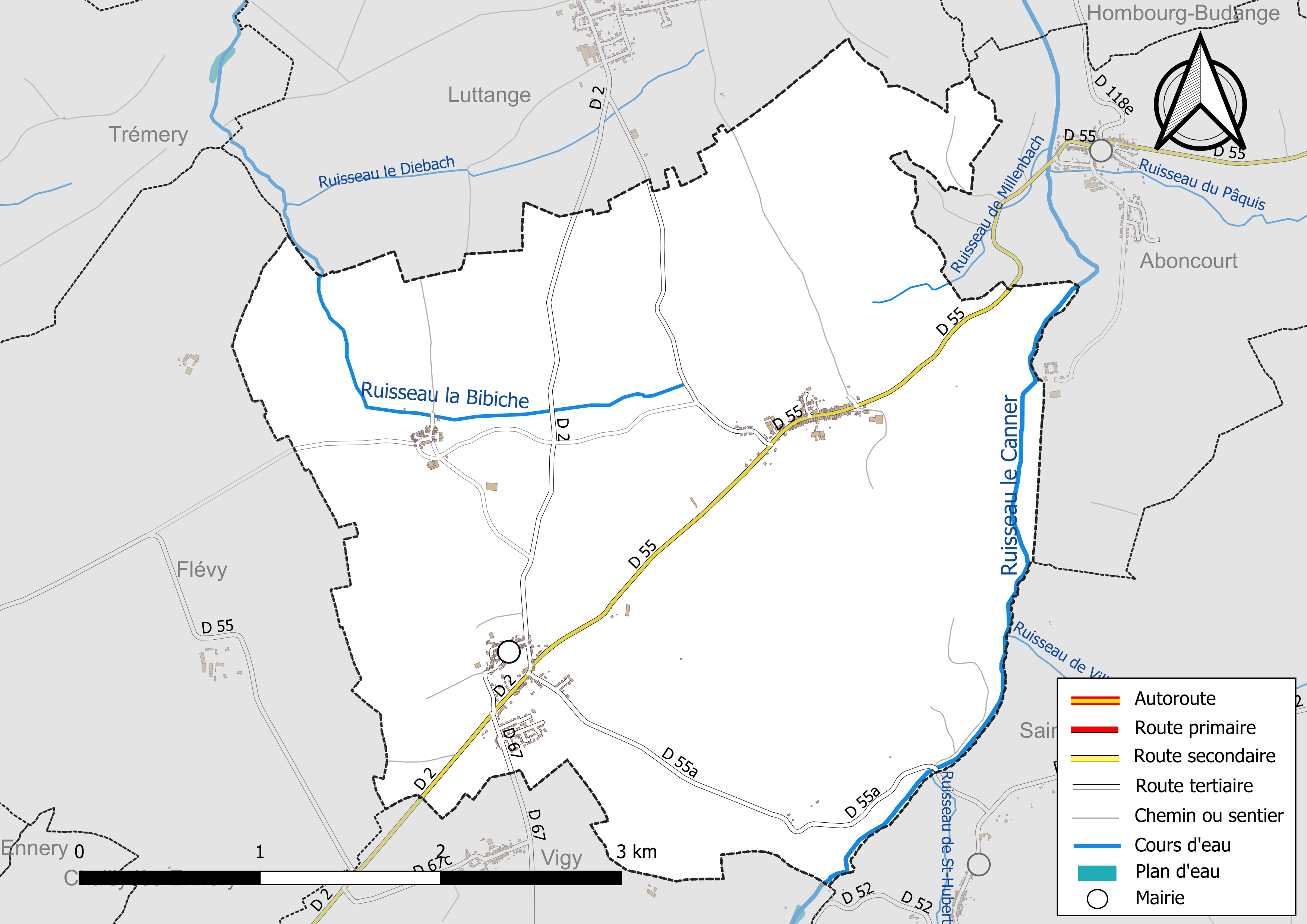
Réseaux hydrographique et routier de Bettelainville.

La qualité des eaux des principaux cours d’eau de la commune, notamment du ruisseau le Canner et du ruisseau la Bibiche, peut être consultée sur un site dédié géré par les agences de l'eau et l'Agence française pour la biodiversité.

### Climat
Pour des articles plus généraux, voir Climat du Grand Est et Climat de la Moselle.
En 2010, le climat de la commune est de type climat de montagne, selon une étude du Centre national de la recherche scientifique s'appuyant sur une série de données couvrant la période 1971-2000. En 2020, Météo-France publie une typologie des climats de la France métropolitaine dans laquelle la commune est exposée à un climat semi-continental et est dans la région climatique  Lorraine, plateau de Langres, Morvan, caractérisée par un hiver rude (1,5 °C), des vents modérés et des brouillards fréquents en automne et hiver. 
Pour la période 1971-2000, la température annuelle moyenne est de 9,4 °C, avec une amplitude thermique annuelle de 16,7 °C. Le cumul annuel moyen de précipitations est de 834 mm, avec 12,4 jours de précipitations en janvier et 9,1 jours en juillet. Pour la période 1991-2020, la température moyenne annuelle observée sur la station météorologique de Météo-France la plus proche, « Malancourt », sur la commune d'Amnéville à 12 km à vol d'oiseau, est de 10,2 °C et le cumul annuel moyen de précipitations est de 884,1 mm. 
La température maximale relevée sur cette station est de 39,3 °C, atteinte le 25 juillet 2019 ; la température minimale est de −17,9 °C, atteinte le 5 janvier 1985,,. 
Les paramètres climatiques de la commune ont été estimés pour le milieu du siècle (2041-2070) selon différents scénarios d'émission de gaz à effet de serre à partir des nouvelles projections climatiques de référence DRIAS-2020. Ils sont consultables sur un site dédié publié par Météo-France en novembre 2022.

## Urbanisme

### Typologie
Au 1er janvier 2024, Bettelainville est catégorisée commune rurale à habitat dispersé, selon la nouvelle grille communale de densité à sept niveaux définie par l'Insee en 2022.
Elle est située hors unité urbaine. Par ailleurs la commune fait partie de l'aire d'attraction de Metz, dont elle est une commune de la couronne,. Cette aire, qui regroupe 245 communes, est catégorisée dans les aires de 200 000 à moins de 700 000 habitants,.

### Occupation des sols
L'occupation des sols de la commune, telle qu'elle ressort de la base de données européenne d’occupation biophysique des sols Corine Land Cover (CLC), est marquée par l'importance des territoires agricoles (69,3 % en 2018), une proportion identique à celle de 1990 (69,3 %). La répartition détaillée en 2018 est la suivante : 
terres arables (59,9 %), forêts (28,8 %), prairies (5,6 %), zones agricoles hétérogènes (3,9 %), zones urbanisées (1,9 %). L'évolution de l’occupation des sols de la commune et de ses infrastructures peut être observée sur les différentes représentations cartographiques du territoire : la carte de Cassini (XVIIIe siècle), la carte d'état-major (1820-1866) et les cartes ou photos aériennes de l'IGN pour la période actuelle (1950 à aujourd'hui).

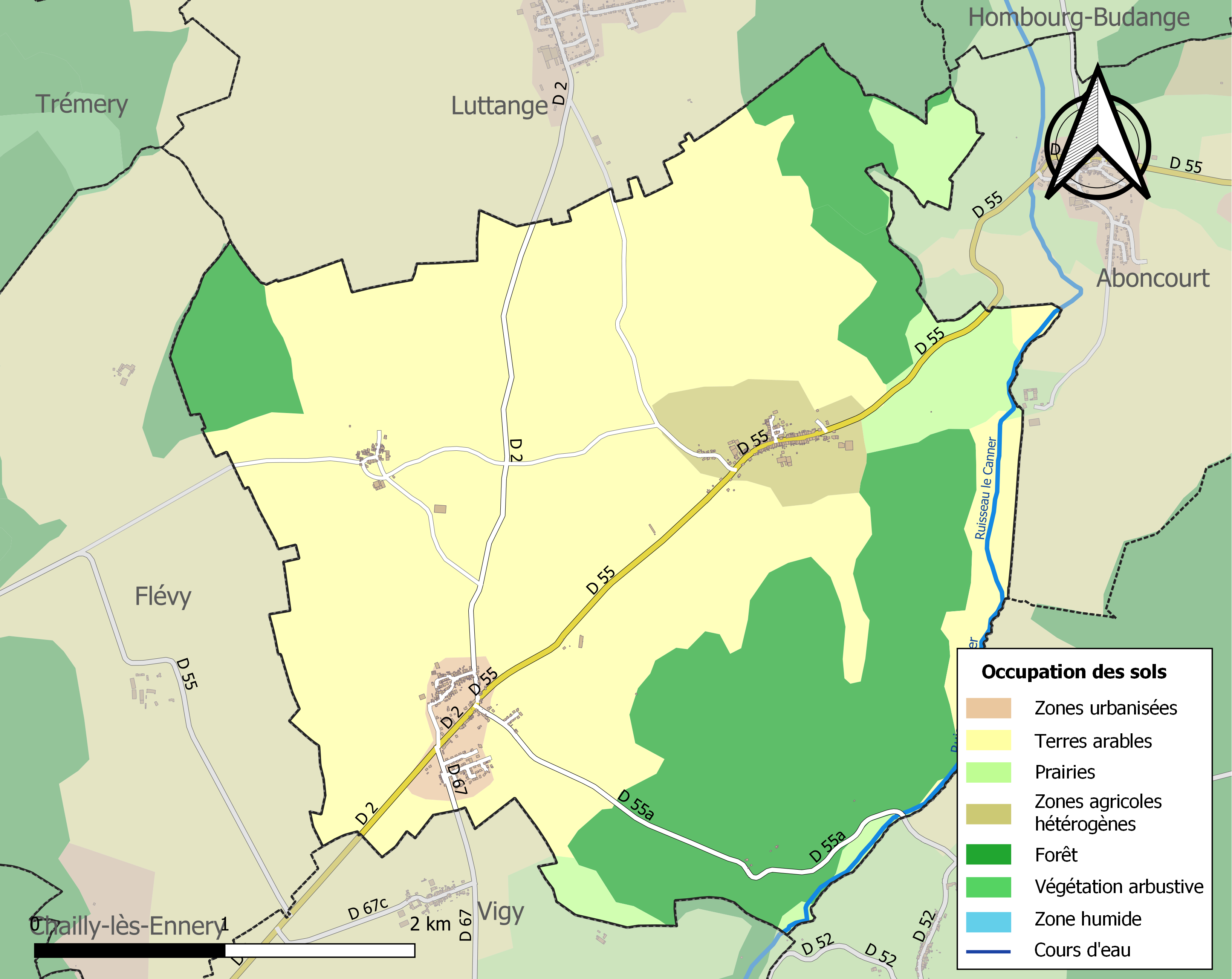
Carte des infrastructures et de l'occupation des sols de la commune en 2018 (CLC).

## Toponymie

### Bettelainville

#### Attestations anciennes
Betstroff, Betelainvilla (1101), Bethesdorf (1179), Batelenville (1235), Batelaville (1241), Betlainville (1242), Battelainville (1245), Baitelainville (1337), Betzdorff (1385 et 1397), Betlevilla (1403), Betsdorff/Betstorff (1477), Baitelainville (1505), Belzdorf (1544), Betterßdorff (1550), Bestorff (1572), Betlainvilla (1587), Bettsstroff (1594), Belstorff (1601), Bethleville (1671), Bettelainville (1793).
En allemand : Bettendorf, Bettsdorf (1871-1918 et 1940-1944). En lorrain roman : Betlévelle. En francique lorrain : Betschtrëf et Betschdrëf.

#### Étymologie
Nom de type mérovingien ou carolingien en -ville « domaine rural », puis « village », précédé d'un anthroponyme germanique comme c'est le plus souvent le cas pour ce type de formations toponymiques (sauf en Normandie, où l'on trouve essentiellement des noms de personnes anglo-scandinaves).
Pour Albert Dauzat et Charles Rostaing, il s'agit du nom d'un nom de femme germanique Badila.
Pour Gerhard Rohlfs, il s'agit de Bettila (nom proposé par Förstemann (de)).
Pour Ernest Nègre qui s'appuie sur la plus ancienne forme connue pour Bethelainville (Meuse, Betelani villa Xe siècle), il s'agit du nom de personne germanique Betelanus.

#### Sobriquet
Surnom sur les habitants : Lés hhâwe lurèles (les lave langes), il existait autrefois dans ce village la mode de suspendre les langes lavées sur une corde.

### Mancy
- Menschingen et Menschen (1556), Machien et Manchien (1556), Mansuy (1680), Mancy (1793), Menchen (1871-1918 et 1940-1944).
- Menchen en allemand[17] et en francique lorrain.
- Surnom sur les habitants : Lés trangne seuris (les étrangle souris)[22].

### Altroff
- Altor (787), Altertorf (Xe siècle), Altorff (1128), Aldorph (1178), Alttorff (1180), Atorf (1245), Haldorff (1322), Altorff (1468), Altrof (1487), Hellestorfz (1517), Aldorf et Altdorf libera capella (1544),  Aldorff (XVIIe siècle), Altroff le haut (1770), Altdorf (1871-1918 et 1940-1944).
- Aultô en lorrain roman[17], Aaldrëf et Aaltrëf en francique lorrain.

## Histoire

### Histoire de Bettelainville
(octobre 2010).
Si vous disposez d'ouvrages ou d'articles de référence ou si vous connaissez des sites web de qualité traitant du thème abordé ici, merci de compléter l'article en donnant les références utiles à sa vérifiabilité et en les liant à la section « Notes et références ».
Une villa gallo-romaine existait dans la « Leue » en un lieu situé à une soixantaine de mètres au nord du nouveau cimetière, à l'emplacement d'une forêt de bouleaux défrichée. On trouve des tuiles et des fondations de murs sur la « Leue ». Une autre construction semble avoir existé à l'ouest du village, dans une zone d'anciens vergers, où l'on relève des pierres éparses qui semblent avoir servi plusieurs fois.
Le cadastre napoléonien indique dans cet endroit de nombreuses parcelles ainsi que des sentiers.
La villa de la Leue fut détruite lors des invasions et les habitants se regroupèrent autour de l'église qui fut construite. La place du village occupait l'espace entre le presbytère, son jardin et le lavoir au nord. Le presbytère était propriété de la cure. Toutes les maisons se groupaient en un cercle autour de l'église et, au Moyen Âge, ne dépassaient pas l'ancienne école (aujourd'hui mairie).
En ce Moyen Âge, le village est divisé entre son appartenance pour moitié à l'abbaye Notre-Dame de Villers-Bettnach et celle de Saint-Vincent de Metz et, pour l'autre moitié, à messieurs de Créhange, seigneurs de Hombourg-Budange.
Dans la pratique, il y avait un maire en titre qui prenait avis de ses deux collègues. Cette situation compliquée faisait que certaines personnes seules pouvaient être adjudicataires de la dîme (fermier de la dîme), car elles connaissaient seules les confins sur lesquels elle était assise, ainsi que la répartition entre les bénéficiaires.
Le pouillé de 1574 dit que le patronage de la cure appartient à des seigneurs laïcs, ce qui n'était pas du goût des seigneurs ecclésiastiques. Après quelques tentatives pour nommer un curé, ce droit de présentation des seigneurs de Hombourg ne fut plus contesté jusqu'à la Révolution.
Cette situation s'éclaircit un peu si l'on considère que le village appartenait à l'évêché de Metz et les influences historiques sont donc là plus perceptibles.
La paroisse de Bettelainville fête la décollation de saint Jean-Baptiste, ses annexes sont Mancy, Chelaincourt (commune de Flévy aujourd'hui) et Hessange (commune de Vigy aujourd'hui). On ne trouve pas d'indication de chapelle à Mancy mais on relève, à Chelaincourt, l'autorisation, en 1768, d'une chapelle nouvellement construite, tandis que Hessange avait sa chapelle Saint-Gal (animé alternativement par les curés de Bettelainville ou de Vigy).
Le pouillé donne également deux phrases que nous pouvons préciser : "Un village au nom de Saint-Kou paraît avoir existé dans le voisinage de Bettelainville : il a été complètement détruit.
On notera durant cette longue période, du Moyen Âge à la Révolution, que le village a été brûlé par les Lorrains en 1635.
À la Révolution, le village est alors érigé en commune comme partout en France et ne connaît plus les liens directs avec le clergé ou la noblesse.
L'abbé Mick, curé de Bettelainville, fit élever en 1804, dans le cimetière autour de l'église, une croix en l'honneur de la restauration du culte. L'abbé Mick est enterré devant cette croix.
Notons encore que l'abbé Durus, abbé de Villers-Bettnach, fut un temps administrateur de Bettelainville.
L'histoire du village se mélange ensuite à celle de la Moselle, de la Lorraine, de la France et même de l'Allemagne puisque le village est annexé à cette dernière par deux reprises (de 1871 à 1918 et de 1940 à 1945). Lors de la seconde annexion, le 1er avril 1941, la commune de Bettelainville est rattachée à l'arrondissement de Metz-Campagne.
L'histoire du chemin de fer a aussi marqué Bettelainville qui a eu sa gare (dont le bâtiment existe encore) en dehors du village, à mi-chemin entre Bettelainville et Saint-Hubert. Celle-ci a été construite sous l'occupation allemande (comme une grande partie du réseau d'Alsace-Moselle) et était un petit nœud ferroviaire menant vers trois destinations :
- Metz via Vigy ;
- Thionville via Hombourg-Budange ;
- l'Allemagne via Villers-Bettnach puis Bouzonville.

Ces lignes de chemin de fer sont aujourd'hui sans activité.
La direction de l'Allemagne n'est plus possible en raison de la destruction du viaduc ferroviaire de Saint-Hubert en 1944.
Pour ce qui est de la portion qui allait de Metz à Thionville en passant par Vigy puis Bettelainville elle a perdu son activité peu après la Seconde Guerre mondiale mais des passionnés la font revivre tous les dimanches de la saison estivale.
Un train à vapeur en partance de Vigy arrive à Budange (commune de Hombourg-Budange) en passant par les anciennes gares de Bettelainville - Saint-Hubert et d'Aboncourt en explorant la vallée forestière de la Canner.
Après la Seconde Guerre mondiale, le village a connu un court exode rural puis une périurbanisation contrôlée à partir des années 1970 et est maintenant entre l'influence du sillon mosellan (450 000 habitants de Metz à Thionville) et du Luxembourg, pourvoyeur d'emplois depuis les années 1990 essentiellement.

### Histoire d'Altroff (annexe)
(octobre 2010).
Si vous disposez d'ouvrages ou d'articles de référence ou si vous connaissez des sites web de qualité traitant du thème abordé ici, merci de compléter l'article en donnant les références utiles à sa vérifiabilité et en les liant à la section « Notes et références ».

Carte de Kiberswalds dans Altroff (1811).

C'est un village dont l'histoire se confond plus avec celle de l'abbaye de Villers-Bettnach qu'avec celle de Bettelainville jusqu'à la Révolution. Ce n'est qu'ensuite que les deux villages seront intimement liés.
On sait peu de choses sur les origines du village si ce n'est que des vaisselleries gauloises attestent de la présence des hommes depuis plus de deux millénaires.
Altroff avait pour curé primitif l'abbé de Villers-Bettnach et le curé d'Aboncourt desservait la chapelle au titre de vicaire de Villers.
Les sentences de justice de l'abbaye de Villers-Bettnach obligent les gens d'Altroff à contribuer à l'entretien du presbytère d'Aboncourt.
La paroisse d'Altroff fête Saint Laurent.
Propriété de l'abbaye de Villers-Bettnach, Altroff est banal au moulin d'Aboncourt.
On sait également que le jour de la fête patronale se tenait une foire-marché attestée par un écrit de 1583, époque à laquelle une sorte de charte de village détaille très clairement les impôts et autres corvées et obligations qui incombent aux habitants d'Altroff mais aussi de Bettelainville et de Mancy envers les différentes institutions du clergé et de la noblesse.
À cette même époque, on note la présence du village de Rexange, entre Altroff et Luttange, village depuis longtemps disparu.
Le pouillé des Bénédictins signale au village une chapelle de la Vierge et une chapelle Saint Laurent. Cependant il n'est question de la chapelle Saint-Laurent qu'en 1584 tandis que la chapelle de la Vierge remonte plus haut vers le XVIe siècle et est qualifiée de « Libera capelle ». Il n'y a probablement pas de distinction entre ces deux chapelles. Chacune est d'ailleurs sous le patronage des religieux de Villers-Bettnach et les archives de l'abbaye n'indiquent qu'un seul patronage (dont l'abbé de Villers-Bettnach fut parrain en 1708).
En 1600, les impositions s'alourdissent durement dans les pays luxembourgeois. En 1611, pour éviter cette surcharge, des habitants de Luttange se réfugièrent à Altroff. Les habitants de Terlange (village disparu entre Luttange et Metzeresche) en firent autant. En effet, les sujets de l'abbaye de Villers subissaient des conditions matérielles plus favorables ce qui causait du détriment aux fiefs laïques qui se dépeuplaient.
En 1661, Dom Théobald, moine de Villers-Bettnach, administre Altroff.
En 1720, le village devint une paroisse ayant pour annexe Saint-Hubert (fondé par les moines de Villers-Bettnach en 1645). L'église nouvellement construite à l'emplacement de la chapelle fut bénite le 17 novembre 1766. Les travaux avaient débuté dès 1764 et elle fut fortement restaurée en 1864 (le clocher fut rehaussé notamment).
Lors de la Révolution, l'abbé Cordier, originaire d'Ay-sur-Moselle, réussit à se maintenir à Altroff jusqu'en 1793.
Jacques Duval, né le 13 avril 1762 à Saint-Baudier (aujourd'hui village et commune de La Maxe) fut curé d'Altroff du premier janvier 1810 jusqu'à sa mort le 15 mars 1835 et assura la restauration du culte.

### Histoire de Mancy (annexe)
(octobre 2010).
Si vous disposez d'ouvrages ou d'articles de référence ou si vous connaissez des sites web de qualité traitant du thème abordé ici, merci de compléter l'article en donnant les références utiles à sa vérifiabilité et en les liant à la section « Notes et références ».
Ce hameau provient de l'antique Mance sur la voie romaine Metz-Trèves. Ce lieu ne figure pas sur la carte de Peutinger (copie d'une carte romaine rédigée vers le IIIe siècle) Ce n'est qu'une erreur de copiste comme le démontre avec justesse l'abbé Cherrer.
En effet, l'abbé Barthelémy, curé de Bettelainville (il deviendra curé de Waville) a envoyé en 1843, à l'Académie de Metz, ce qu'il avait recueilli de débris romains (poteries, haches, armes mais aussi squelettes humains…) sur le ban de Mancy. On note aussi, encore en 1920, au centre du bois de Mancy, à proximité de la voie romaine et relié à celle-ci par un chemin, un terrain rectangulaire découpé en damier. Cette disposition n'est pas sans rappeler un camp romain. Les éléments recueillis par le curé, les voies romaines et ce camp romain font penser à une bataille entre invasions barbares et gallo-romains.
Actuellement ces terrains ont été plantés de résineux mais le chemin, axe central, est resté. Il quitte le bois, au sud, pour se diriger presque en ligne droite entre Bettelainville et Hessange. Par la ferme Saint-Joseph, il rattrapait l'étang Blanchard, puis Saint-Hubert, Béfey et enfin, le Haut Chemin. Il porte encore le nom de chemin de Metz. Notons, sur le ban de Chelaincourt (commune de Flévy), le chemin de Rabas reliant Flévy par le « Bois des Quinze Pieds » à Vigy puis à Rabas (commune de Saint-Hubert).
Mancy possédait un four pour faire sécher le chambre, abrité sous un hangar. Ce four avait été construit au lieu-dit Auprès de Steinbach, au nord de Mancy, à 150 mètres de la Bibiche. Ce n'est plus qu'un amas de pierrailles et de débris de tuiles).
Dans les temps anciens, Mancy était bien plus important que maintenant. C'était un nœud de communications, relié à Flévy, Luttange, Altroff, Bettelainville, La Leue, Rabas et Vigy.

## Politique et administration
| Période                                  | Période  | Identité            | Étiquette | Qualité |
| ---------------------------------------- | -------- | ------------------- | --------- | ------- |
| Les données manquantes sont à compléter. |          |                     |           |         |
| 1900                                     | 1928     | Charles Chleq       |           |         |
| 1929                                     | 1938     | Édouard Maujard     |           |         |
| 1945                                     |          | François Schmitt    |           |         |
| 1946                                     | 1958     | Constantin Maujard  |           |         |
| 1959                                     | 1964     | Charles Pincemaille |           |         |
| 1965                                     | 2001     | Maurice Sabatier    |           |         |
| 2001                                     | mai 2020 | René Kiffer         |           |         |
| mai 2020                                 | En cours | Bernard Diou        |           |         |

## Démographie
L'évolution du nombre d'habitants est connue à travers les recensements de la population effectués dans la commune depuis 1793. Pour les communes de moins de 10 000 habitants, une enquête de recensement portant sur toute la population est réalisée tous les cinq ans, les populations de référence des années intermédiaires étant quant à elles estimées par interpolation ou extrapolation. Pour la commune, le premier recensement exhaustif entrant dans le cadre du nouveau dispositif a été réalisé en 2008.

En 2022, la commune comptait 624 habitants, en évolution de −0,64 % par rapport à 2016 (Moselle : +0,52 %, France hors Mayotte : +2,11 %).
| 1793 | 1800 | 1806 | 1821 | 1836 | 1841 | 1861 | 1866 | 1871 |
| ---- | ---- | ---- | ---- | ---- | ---- | ---- | ---- | ---- |
| 200  | 202  | 215  | 618  | 644  | 686  | 563  | 553  | 517  |

| 1875 | 1880 | 1885 | 1890 | 1895 | 1900 | 1905 | 1910 | 1921 |
| ---- | ---- | ---- | ---- | ---- | ---- | ---- | ---- | ---- |
| 496  | 546  | 491  | 502  | 466  | 459  | 600  | 436  | 388  |

| 1926 | 1931 | 1936 | 1946 | 1954 | 1962 | 1968 | 1975 | 1982 |
| ---- | ---- | ---- | ---- | ---- | ---- | ---- | ---- | ---- |
| 403  | 388  | 373  | 342  | 347  | 394  | 348  | 393  | 511  |

| 1990 | 1999 | 2006 | 2008 | 2013 | 2018 | 2022 | - | - |
| ---- | ---- | ---- | ---- | ---- | ---- | ---- | - | - |
| 513  | 598  | 607  | 609  | 634  | 623  | 624  | - | - |

## Vie locale

### Enseignement
Bettelainville possède une école primaire et maternelle.

## Économie
Le village a perdu l'ensemble de ses commerces avec la disparition du dernier restaurant Le Lorrain, ainsi que l'ancien café qui jouxtait autrefois l'actuelle mairie, ou comme le restaurant que certains appelaient "Chez la Marguerite". Cependant la commune a conservé la licence et attend un éventuel repreneur d'un commerce.

## Culture locale et patrimoine

### Lieux et monuments

#### Édifices civils
- Ancienne usine de chaux assez dégradée (fin du XIXe siècle) sur la route de Bettelainville vers Saint-Hubert au sortir de village dans la montée à gauche (derrière le petit lotissement du Chaufour qui en tire son nom).
- Ancien four très délabré près de Mancy.
- Ancienne gare dans les bois, en contrebas du village en direction de Saint-Hubert. Cette gare comportait une dizaine de voies. Elle se trouvait sur deux lignes :
  - Ligne Metz - Anzeling
  - Ligne Bettelainville - Waldwisse

#### Édifices religieux

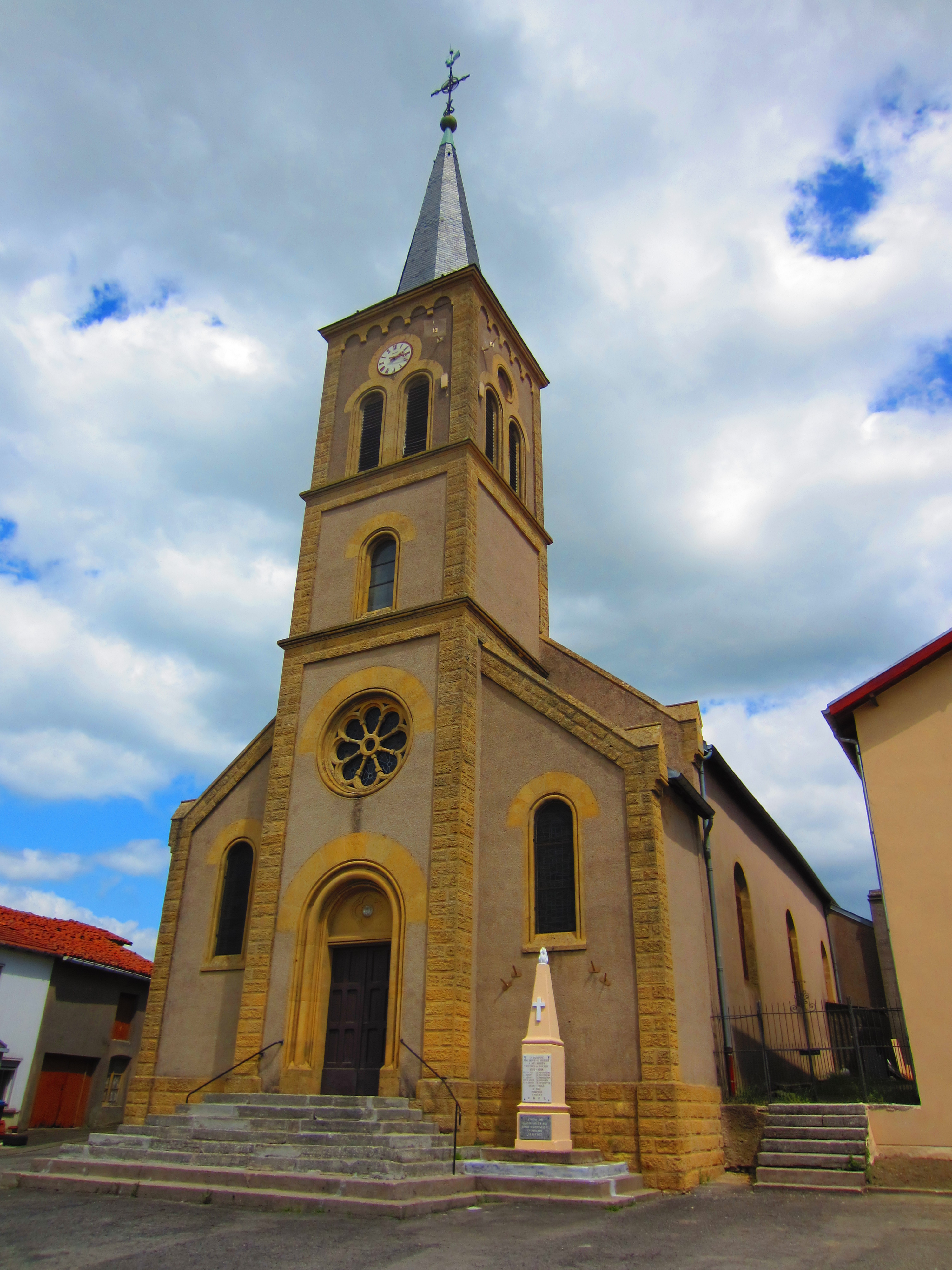
Église Saint-Laurent à Altroff.

- Église Saint-Jean-Baptiste à Bettelainville (seconde moitié du XVIIIe siècle à la fin du XIXe siècle) et son mobilier[27]
- Église Saint Laurent à Altroff (XVIIIe et XIXe siècles)
- Calvaires dispersés sur la commune
- Nombreuses croix monumentales et tombeaux autour de l'église Saint-Jean-Baptiste à Bettelainville

### Personnalités liées à la commune
- Christophe Henri Pierre Claude Vagnair de Marisy` : né le 8 juillet 1765 à Altroff, allié à la famille seigneuriale d'Attel de Luttange, il entre en service comme cadet au régiment de cavaliers hussards de Conflans-en-Jarnisy et est nommé sous-lieutenant le 2 janvier 1784. Il fait les guerres de la Révolution et de l'Empire. Nommé colonel en 1794, il devint général de brigade le 24 mars 1803. Plusieurs fois blessé, il fut nommé maréchal de brigade de cavalerie et élevé au grade de commandeur dans l'ordre national de la Légion d'honneur. Il meurt assassiné le 1er février 1811 à Talavera de la Vieja.Son nom est gravé sous l'arc de triomphe de l'Étoile à la 30e colonne.

### Héraldique
| Blason de Bettelainville | Blason  | Coupé au 1 parti d'argent à une croix de gueules cantonnée de quatre serres de sable, et de gueules à une fleur de lys d'argent, d'où naissent deux palmes de sinople ; au 2 d'argent à trois chevrons de sable. |
| Blason de Bettelainville | Détails | Le statut officiel du blason reste à déterminer. |

## Pour approfondir